# Coupe de Russie 2019
Navigation
Édition précédente Édition suivante
La Coupe de Russie est une compétition internationale de patinage artistique qui se déroule en Russie au cours de l'automne. Elle accueille des patineurs amateurs de niveau senior dans quatre catégories: simple messieurs, simple dames, couple artistique et danse sur glace. En 2019 elle s'appelle également Coupe Rostelecom (Rostelecom Cup en anglais).
La vingt-quatrième Coupe de Russie est organisée à la Megasport Arena de Moscou du 15 au 17 novembre 2019. Elle est la cinquième compétition du Grand Prix ISU senior de la saison 2019/2020.

## Résultats

### Messieurs

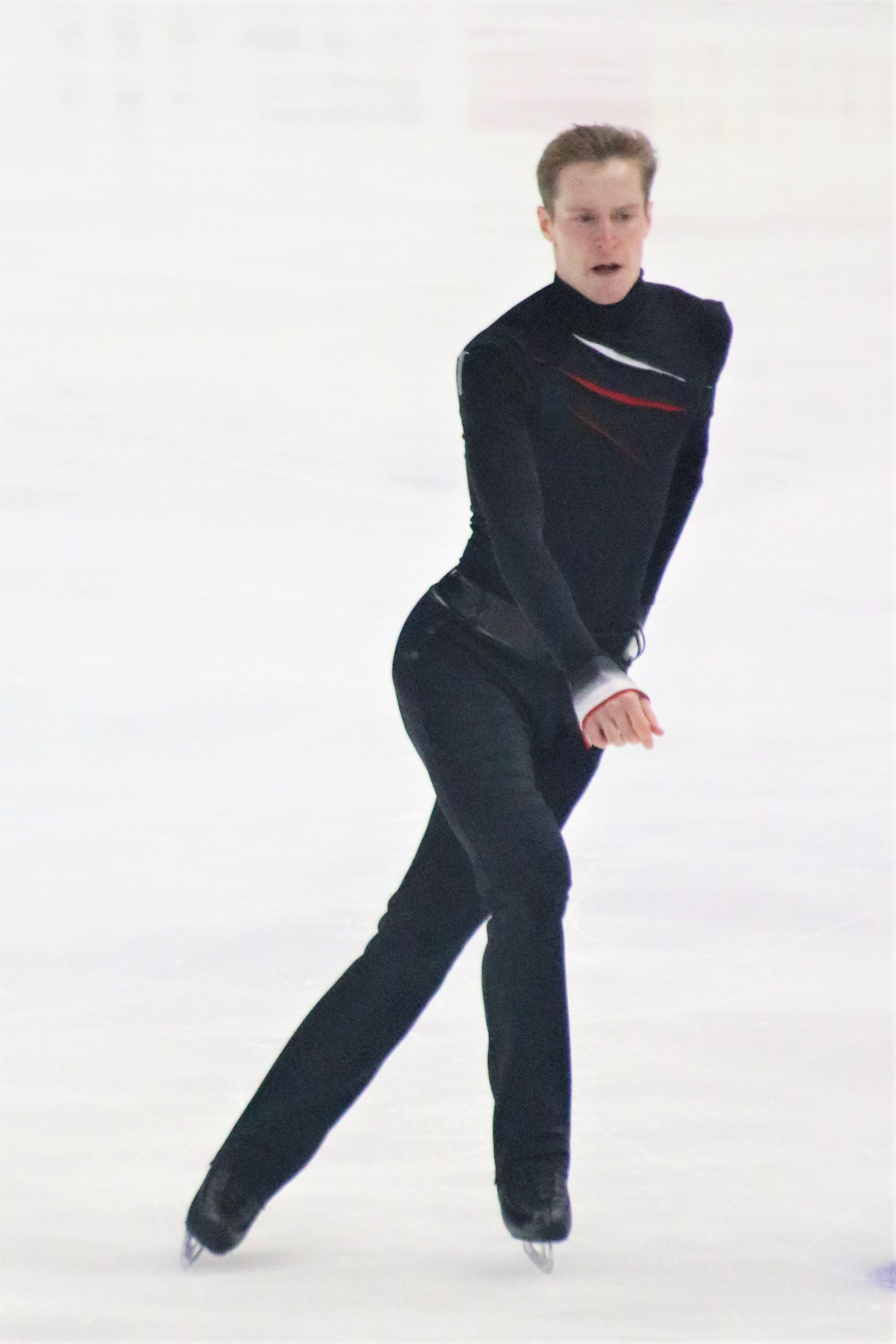
Le médaillé d'or Aleksandr Samarin

| Rang    | Nom                 | Pays        | Points | Programme court | Programme court | Programme libre | Programme libre |
| ------- | ------------------- | ----------- | ------ | --------------- | --------------- | --------------- | --------------- |
| 1       | Aleksandr Samarin   | Russie      | 264.45 | 1               | 92.81           | 1               | 171.64          |
| 2       | Dmitri Aliev        | Russie      | 259.88 | 2               | 90.64           | 2               | 169.24          |
| 3       | Makar Ignatov       | Russie      | 252.87 | 3               | 87.54           | 3               | 165.33          |
| 4       | Shoma Uno           | Japon       | 252.24 | 4               | 87.29           | 4               | 164.95          |
| 5       | Nam Nguyen          | Canada      | 246.20 | 6               | 87.01           | 6               | 159.19          |
| 6       | Deniss Vasiļjevs    | Lettonie    | 241.09 | 5               | 87.08           | 10              | 154.01          |
| 7       | Moris Kvitelashvili | Géorgie     | 237.59 | 9               | 75.87           | 5               | 161.72          |
| 8       | Kazuki Tomono       | Japon       | 237.54 | 7               | 80.98           | 7               | 156.56          |
| 9       | Michal Březina      | Tchéquie    | 236.47 | 8               | 80.27           | 8               | 156.20          |
| 10      | Alexei Krasnozhon   | États-Unis  | 216.28 | 10              | 75.46           | 11              | 140.82          |
| 11      | Vladimir Litvintsev | Azerbaïdjan | 209.07 | 12              | 54.42           | 9               | 154.65          |
| Abandon | Daniel Samohin      | Israël      |        | 11              | 56.94           |                 |                 |

### Dames

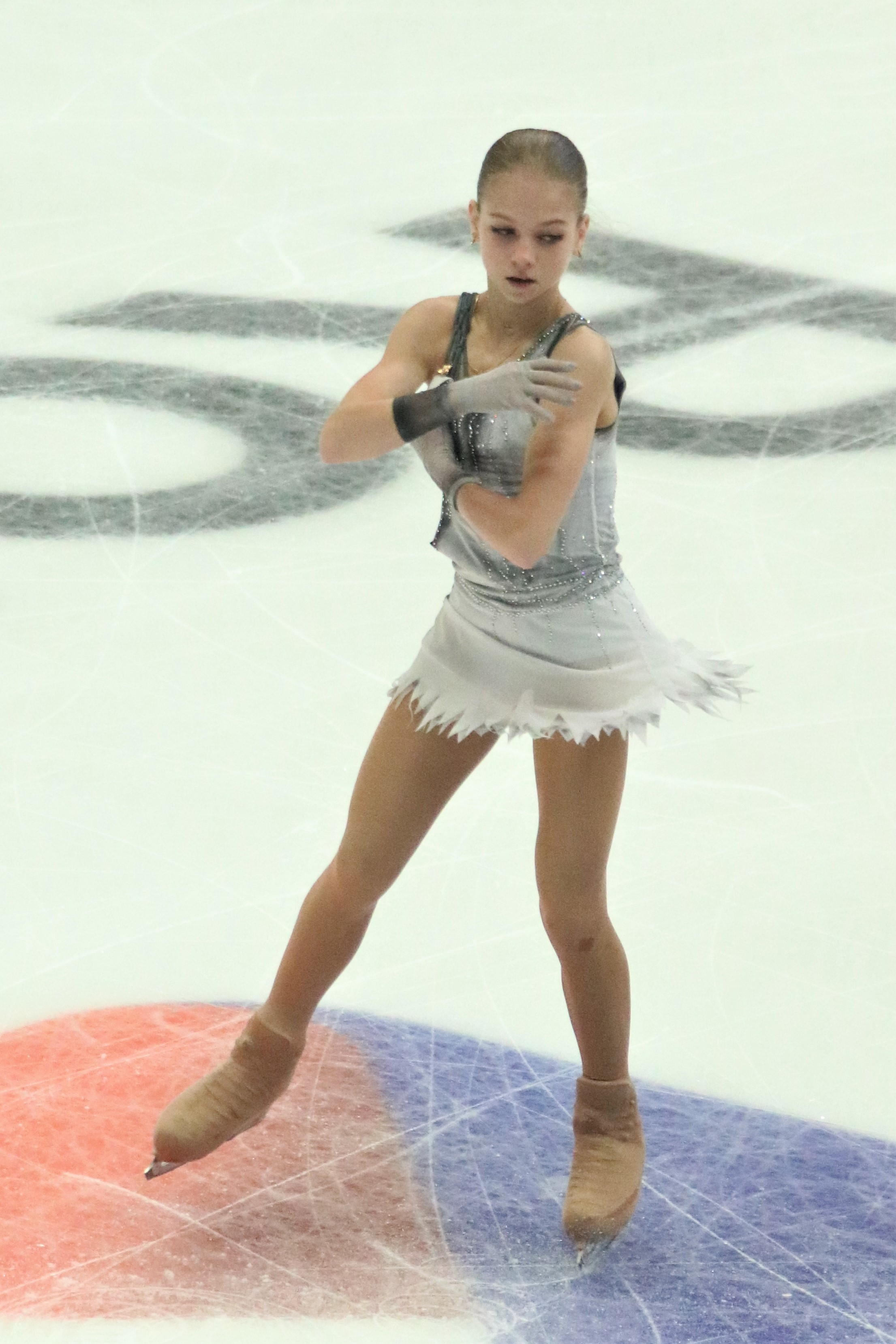
La médaillée d'or Alexandra Troussova

| Rang | Nom                      | Pays        | Points | Programme court | Programme court | Programme libre | Programme libre |
| ---- | ------------------------ | ----------- | ------ | --------------- | --------------- | --------------- | --------------- |
| 1    | Alexandra Troussova      | Russie      | 234.47 | 2               | 74.21           | 1               | 160.26          |
| 2    | Ievguenia Medvedeva      | Russie      | 225.76 | 1               | 76.93           | 2               | 148.83          |
| 3    | Mariah Bell              | États-Unis  | 205.67 | 3               | 67.11           | 3               | 138.56          |
| 4    | Satoko Miyahara          | Japon       | 192.42 | 6               | 63.09           | 4               | 129.33          |
| 5    | Ekaterina Ryabova        | Azerbaïdjan | 187.77 | 5               | 64.01           | 6               | 123.76          |
| 6    | Yuhana Yokoi             | Japon       | 182.68 | 10              | 56.51           | 5               | 126.17          |
| 7    | Alexia Paganini          | Suisse      | 179.69 | 4               | 65.12           | 9               | 114.57          |
| 8    | Chen Hongyi              | Chine       | 175.77 | 9               | 57.17           | 7               | 118.60          |
| 9    | Nicole Schott            | Allemagne   | 172.08 | 8               | 57.29           | 8               | 114.79          |
| 10   | Yuna Shiraiwa            | Japon       | 170.03 | 7               | 60.57           | 10              | 109.46          |
| 11   | Stanislava Konstantinova | Russie      | 156.94 | 11              | 54.36           | 11              | 102.58          |
| 12   | Emmi Peltonen            | Finlande    | 152.50 | 12              | 52.46           | 12              | 100.04          |

### Couples
| Rang | Nom                                     | Pays       | Points | Programme court | Programme court | Programme libre | Programme libre |
| ---- | --------------------------------------- | ---------- | ------ | --------------- | --------------- | --------------- | --------------- |
| 1    | Aleksandra Boikova / Dmitrii Kozlovskii | Russie     | 229.48 | 1               | 80.14           | 1               | 149.34          |
| 2    | Evgenia Tarasova / Vladimir Morozov     | Russie     | 216.77 | 2               | 76.81           | 2               | 139.96          |
| 3    | Minerva Fabienne Hase / Nolan Seegert   | Allemagne  | 186.16 | 4               | 67.74           | 4               | 118.42          |
| 4    | Miriam Ziegler / Severin Kiefer         | Autriche   | 182.02 | 6               | 61.84           | 3               | 120.18          |
| 5    | Ksenia Stolbova / Andrei Novoselov      | Russie     | 177.51 | 3               | 68.74           | 5               | 108.77          |
| 6    | Evelyn Walsh / Trennt Michaud           | Canada     | 168.96 | 5               | 62.76           | 7               | 106.20          |
| 7    | Rebecca Ghilardi / Filippo Ambrosini    | Italie     | 162.76 | 7               | 55.08           | 6               | 107.68          |
| 8    | Audrey Lu / Misha Mitrofanov            | États-Unis | 153.61 | 8               | 54.03           | 8               | 99.58           |

### Danse sur glace
| Rang | Nom                                    | Pays     | Points | Danse rythmique | Danse rythmique | Danse libre | Danse libre |
| ---- | -------------------------------------- | -------- | ------ | --------------- | --------------- | ----------- | ----------- |
| 1    | Victoria Sinitsina / Nikita Katsalapov | Russie   | 212.15 | 1               | 86.09           | 1           | 126.06      |
| 2    | Piper Gilles / Paul Poirier            | Canada   | 207.64 | 2               | 82.56           | 2           | 125.08      |
| 3    | Sara Hurtado / Kirill Khaliavin        | Espagne  | 185.01 | 3               | 72.01           | 3           | 113.00      |
| 4    | Natalia Kaliszek / Maksym Spodyriev    | Pologne  | 178.70 | 4               | 69.97           | 4           | 108.73      |
| 5    | Allison Reed / Saulius Ambrulevičius   | Lituanie | 175.43 | 5               | 69.79           | 6           | 105.64      |
| 6    | Anastasia Shpilevaya / Grigory Smirnov | Russie   | 172.93 | 6               | 67.04           | 5           | 105.89      |
| 7    | Marjorie Lajoie / Zachary Lagha        | Canada   | 169.90 | 8               | 64.70           | 7           | 105.20      |
| 8    | Adelina Galyavieva / Louis Thauron     | France   | 164.79 | 9               | 63.22           | 8           | 101.57      |
| 9    | Anastasia Skoptsova / Kirill Aleshin   | Russie   | 164.64 | 7               | 66.52           | 9           | 98.12       |
| 10   | Jasmine Tessari / Francesco Fioretti   | Italie   | 154.44 | 10              | 62.68           | 10          | 91.76       |

## Source
- Résultats de la coupe de Russie 2019 sur le site de l'ISU